# Trini Tinturé
Trini Tinturé   (Lleida, 6 d'agost de 1935 - Barcelona, 17 de gener de 2024), de nom complet Trinidad Tinturé Navarro, fou una historietista i il·lustradora catalana. El seu treball té un lloc destacat en la història del còmic del segle xx. Treballà fonamentalment per al mercat exterior. S'especialitzà en còmics dirigits a nenes i adolescents, entre els quals destaca Emma es encantadora (1981), la seva obra més representativa a Espanya, creada en col·laboració amb el guionista Andreu Martín.
El 2023 va obtenir el Gran Premi del Saló del Còmic de Barcelona.

## Biografia

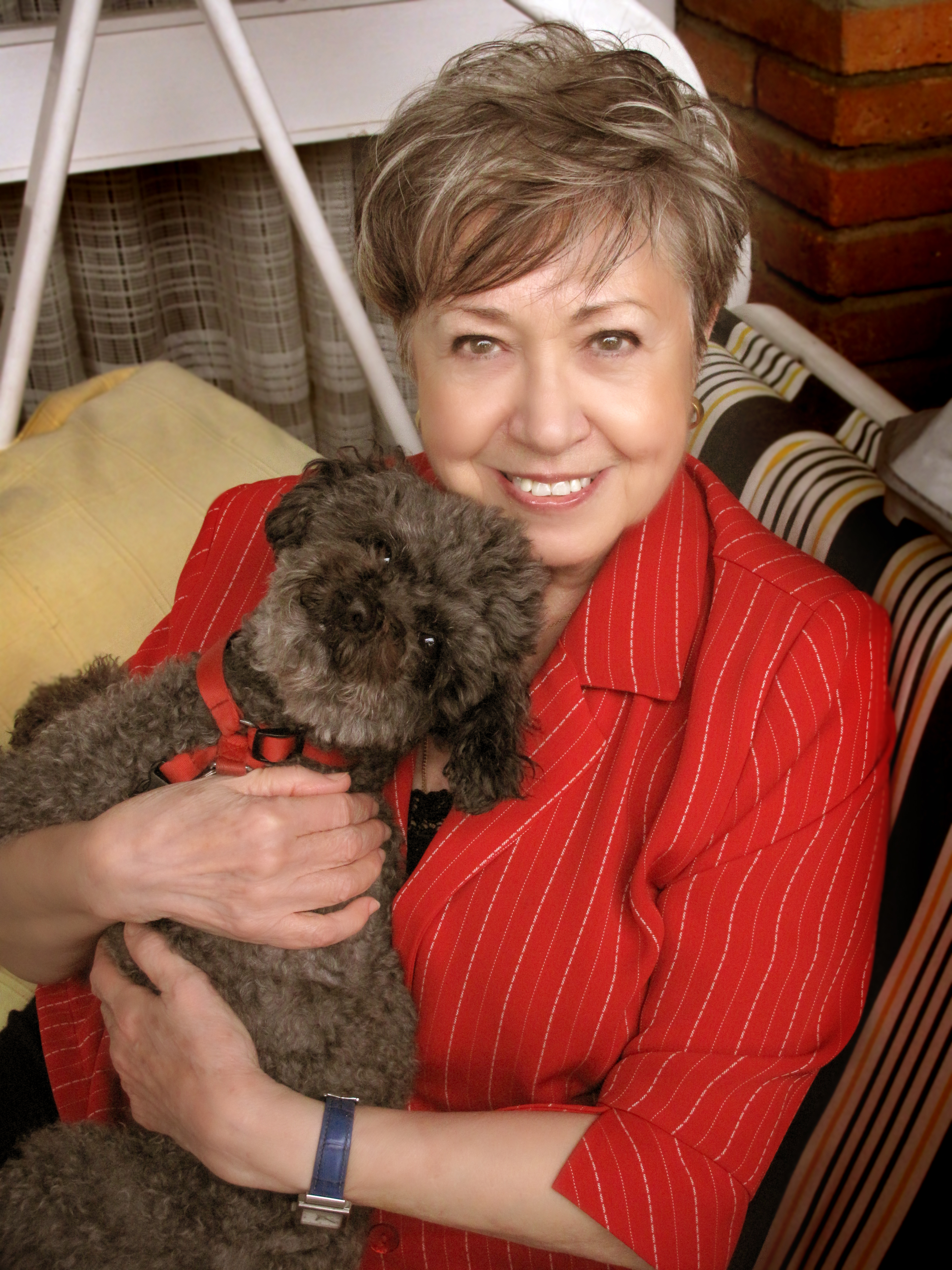
Trini Tinturé el 2010.

Trini Tinturé va néixer el 1938, en plena Guerra Civil Espanyola. La seva família, de sis membres, vivia dels ingressos del seu pare, que tenia un taller de fusteria.
Des de molt petita va mostrar afició al dibuix i, malgrat la seva formació autodidacta, en 1955 va ser guardonada amb 1a medalla de dibuix artístic del Cercle de Belles arts de la seva ciutat natal.
Dos anys després va marxar amb tren a Barcelona, on residia una tia seva. Allí no va tenir problemes per trobar feina com a historietista en petites editorials (Gràfiques Soriano, Indedi), encara que també va provar amb la publicitat.
En 1960 va aconseguir entrar a Bruguera i des d'aquí va donar el salt al mercat exterior a través de la seva agència Creacions Editoriales. Els seus còmics es van publicar en revistes d'Alemanya, Àustria i el Regne Unit com "Biggi", "Jurtz", "Jamp Shop", "Tina" o "Twinkle". Entre les seves sèries per al mercat exterior poden destacar-se Oh, Tinker! i Curly.
A partir de 1981 va desenvolupar, amb Andreu Martín i Francisco Pérez Navarro als guions, la seva sèrie més popular, Emma es encantadora, per a la revista Lily.
El 2015 el 33è Saló Internacional del Còmic va dedicar una exposició sota el títol "Autores del còmic femení en el franquisme 1940/1970", en la qual s'hi incloure els seus treballs.
El 2023 el 41è Saló Internacional del Còmic li va concedir el Gran Premi.

## Estil
Armando Matías Guiu ha destacat la tendresa dels dibuixos de Trini Tinturé.

## Obra
| Anys    | Títol                      | Guionista                    | Tipus                      | Publicació                      | Editorial         |
| ------- | -------------------------- | ---------------------------- | -------------------------- | ------------------------------- | ----------------- |
| 1957    |                            |                              | Serial                     | Mercedes                        | Hispano Americana |
| 1957    |                            |                              | Serial                     | Trovador                        | Gráficas Soriano  |
| 1957    |                            |                              | Serial                     | Tres Hadas                      | Indedi            |
| 1957    |                            |                              | Serial                     | Mary Luz                        | Marco             |
| 1959    | El perfume de la felicidad | Trini Tinturé                | Historieta autoconclusiva  | Piluchi                         | Hispano Americana |
| 1961    | De riguroso incógnito      | Victoria Sau                 | Historieta autoconclusiva  | 17 años                         | Marco             |
| 196     | No molesten por favor      |                              | Historieta autonconclusiva | Selección Romántica             | Marco             |
| 1961    |                            |                              | Serial                     | As de Corazones                 | Bruguera          |
| 1963    |                            |                              | Serial                     | Celia                           | Bruguera          |
| 196     | Oh, Tinker!                |                              | Sèrie                      | Jurtz                           |                   |
| 1963    | Curly                      |                              | Sèrie                      | Twinkle                         |                   |
| 05/1965 | El verdadero amor          | Ralph Reagan                 | Historieta autoconclusiva  | Fans núm. 1                     |                   |
| 19      | Un sombrero para un hada   |                              | Historieta autonconclusiva | Lamp Shot                       |                   |
| 1981    | Emma es encantadora        | Andreu Martín, Pérez Navarro | Sèrie                      | Lily                            | Bruguera          |
| 1983    | Emma                       | Andreu Martín, Pérez Navarro | Serial                     | Joyas Literarias Juveniles/Azul | Bruguera          |
| 1985    | Violeta                    |                              | Sèrie                      | Lily Extra                      | Bruguera          |